# LAME
LAME – kodek kompresji stratnej dźwięku formatu MP3 (MPEG-1 audio layer III) opublikowany na zasadach wolnej licencji. Nazwa LAME to akronim rekurencyjny od ang. LAME Ain't an Mp3 Encoder. 
LAME to narzędzie edukacyjne, które można wykorzystać do nauki kodowania plików MP3. Celem projektu jest wykorzystanie modelu open source do poprawy psychoakustyki, kształtowania szumów i szybkości MP3.
Uznawany jest za enkoder oferujący najlepszą jakość dźwięku formatu MP3, co potwierdziły testy odsłuchowe kodeków.
LAME jest obsługiwany za pomocą wiersza poleceń, gdyż nie posiada interfejsu graficznego. Istnieje jednak wiele graficznych konwerterów i edytorów dźwięku, które współpracują z tym enkoderem, dzięki czemu umiejętność korzystania z wiersza poleceń nie jest konieczna do jego obsługi.